# Uraria
Uraria – rodzaj roślin z rodziny bobowatych (Fabaceae). Obejmuje 24 gatunki. Występują one w strefie międzyzwrotnikowej Afryki (dwa gatunki), Azji (tu większość), Australii i Oceanii. Rosną w suchych lasach tropikalnych i formacjach trawiastych. Niektóre gatunki wykorzystywane są jako rośliny lecznicze i dostarczają jadalnych nasion.

## Morfologia
PokrójKrzewy, półkrzewy i wieloletnie rośliny zielne.
LiścieJednolistkowe i nieparzysto pierzasto złożone z 3, 5, 7 lub 9 listków, z przylistkami.
KwiatyDrobne i liczne, zebrane w gęste grona i wiechy wyrastające na końcach pędów lub w kątach liści. Z węzłów kwiatostanów wyrastają po dwa kwiaty wsparte trwałymi lub odpadającymi przysadkami. Szypułki kwiatowe wydłużają się w czasie kwitnienia i zwykle są wygięte. Kielich z 5 zwykle nierównymi ząbkami – trzy dolne ząbki są dłuższe, dwa górne krótsze i częściowo zrośnięte. Kwiaty motylkowe z zaokrąglonym lub szeroko jajowatym żagielkiem, z paznokciem, skrzydełka przylegają do łódeczki, która jest tępo zakończona i lekko wygięta. Pręcików jest 10, z czego jeden wolny, pozostałe zrastające się. Słupek pojedynczy, z kilkoma zalążkami w zalążni. Szyjka słupka wygięta, zakończona główkowatym znamieniem.
OwoceDrobne, kilkuczłonowe strąki składające się bocznie lub podłużnie, w każdym członie z pojedynczym nasionem.

## Systematyka
Pozycja systematyczna
Jeden z rodzajów podplemienia Desmodiinae, plemienia Desmodieae i podrodziny bobowatych właściwych Faboideae z rodziny bobowatych Fabaceae.
Wykaz gatunków
- Uraria acaulis Schindl.
- Uraria acuminata Kurz
- Uraria balansae Schindl.
- Uraria campanulata (Benth.) Gagnep.
- Uraria candida Backer
- Uraria cochinchinensis Schindl.
- Uraria cordifolia Wall.
- Uraria crinita (L.) Desv. ex DC.
- Uraria gossweileri Baker f.
- Uraria gracilis Prain
- Uraria kurzii Schindl.
- Uraria lacei Craib
- Uraria lagopodioides (L.) DC.
- Uraria lagopus DC.
- Uraria oblonga (Wall. ex Benth.) H.Ohashi & K.Ohashi
- Uraria picta (Jacq.) Desv. ex DC.
- Uraria pierrei Schindl.
- Uraria poilanei Dy Phon
- Uraria prunellifolia Graham ex Baker
- Uraria pseudoacuminata W.Tokaew & Chantar.
- Uraria pulchra Haines
- Uraria rotundata Craib
- Uraria rufescens (DC.) Schindl.
- Uraria sinensis (Hemsl.) Franch.